# Pimm’s Cup
 (juillet 2021).

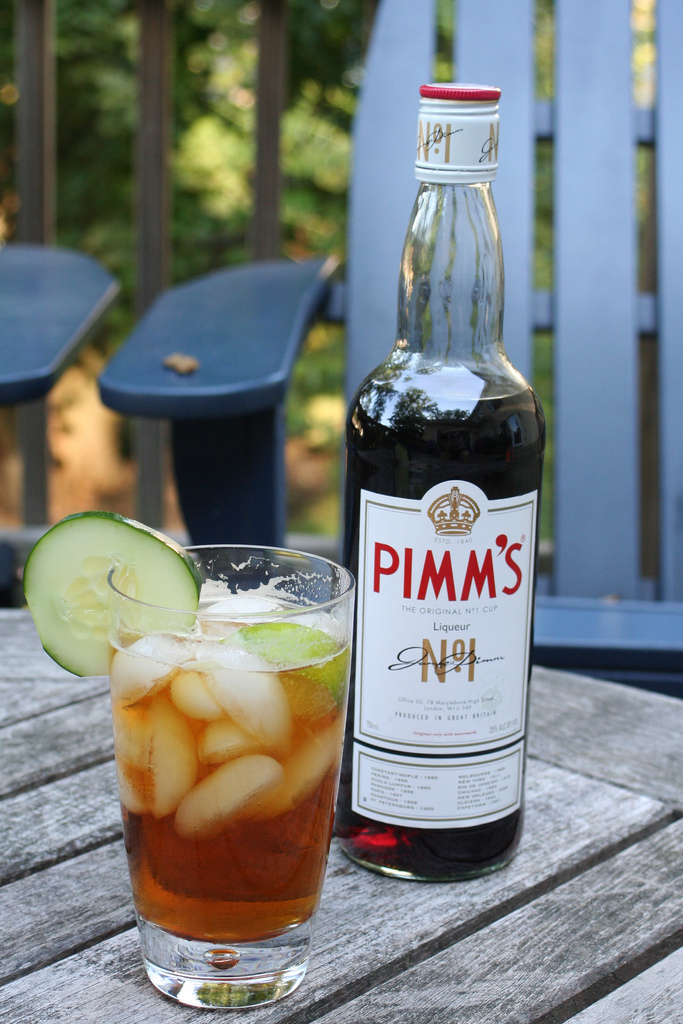
Pimm's Cup.

Le Pimm’s Cup, ou Pimm’s No. 1 Cup (également abrégé en Pimm's ou No. 1 Cup), est un cocktail faiblement alcoolisé, gazeux et généralement richement décoré d'herbes et de fruits à partir de la liqueur Pimm's No. 1 ou d'une approche similaire faite maison comme base et de limonade. En raison de sa taille, cette boisson fait partie des long drinks et est également un highball. Le cocktail est particulièrement populaire en Grande-Bretagne, où il fait partie de la culture quotidienne en tant que boisson estivale typique. Son goût est rafraîchissant et acidulé par les herbes, avec une note légèrement amère.

## Histoire

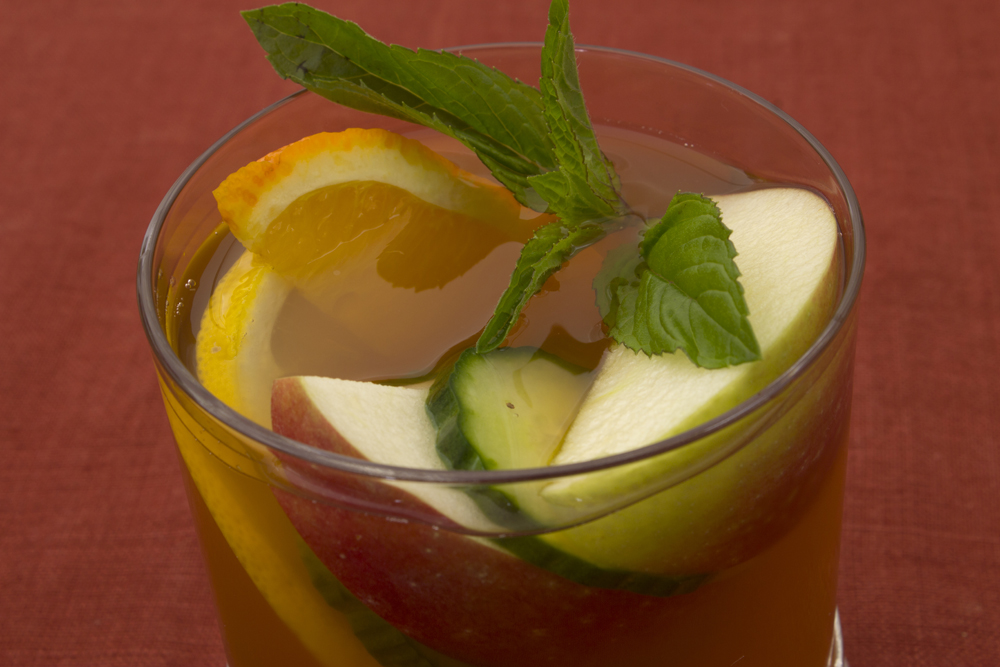
Décoration avec divers fruits, du concombre et de la menthe.

L'origine du cocktail remonterait à James Pimm (1798-1873), un fils de fermier qui a cependant bénéficié d'une éducation supérieure et s'est installé dans le Lombard Street de Londres en 1823 ou 1824 pour faire le commerce d'huîtres en tant que shellfish monger. Il a ensuite ouvert un magasin de proximité appelé Pimm's Oyster Warehouse. Là, pour la première fois vers 1840, il aurait servi une House Cup, une boisson mélangée à base de gin, en accompagnement des huîtres, ancêtre de la liqueur Pimm's n° 1 d'aujourd'hui.
Cependant, la légende de l'origine de la boisson est contestée par certains, qui affirment que la boisson a été créée par le successeur de Pimm's, Samel Morey, qui l'a simplement nommée d'après l'homonyme de son entreprise, rebaptisée depuis Pimm's Oyster Bar. Il a été démontré que Morey détenait une licence d'alcool depuis 1860. À l'époque, il n'était pas rare que les marchands servent des spiritueux faits maison à mélanger avec des liqueurs et des jus, les appelant cups en référence aux cruches ou aux mugs dans lesquels ils étaient vendus. Dans la littérature du XIXe siècle, les cups forment un groupe important parmi les boissons mélangées courantes à l'époque. Dale DeGroff, qui parle de la période autour de 1840 dans ce contexte, voit cependant le concentré de Pimm's Cup comme une fronde au gin, et puisque la boisson était aromatisée avec des extraits d'herbes - peut-être avec les premiers amers de cocktail importés en Angleterre - elle pourrait même avoir été équivalente à une fronde au bitter.
En tant que tel, à savoir un mélange de spiritueux, d'eau, de sucre et d'amers, le mot « cocktail », alors encore nouveau, a été défini aux États-Unis en 1806. À plusieurs reprises, l'année 1859 est également mentionnée comme le début des ventes du Pimm's Cup,. Quoi qu'il en soit, le restaurant Pimm's a changé de mains plusieurs fois au cours des années suivantes jusqu'à ce qu'il soit racheté par le marchand de vin, restaurateur et homme politique Horatio David Davies. Horatio Davies a ensuite été admis dans la pairie, a été membre du Parlement et, en 1897, a été maire de Londres. En plus des autres restaurants qu'il a repris, il a également fondé quatre autres points de vente de Pimm's. On ne sait pas exactement à partir de quand la Pimm's Cup a été vendue en dehors des magasins de sa société, mais on sait que le produit original contenait du gin Pimm's No. 1 et était agrémenté de diverses herbes et épices, dont la quinine, que l'on trouve également dans l'eau tonique. Vers la fin du XIXe siècle, la glace est également devenue courante dans la préparation des boissons mélangées en Angleterre.
En 1906, Sir Horatio Davies a transféré le Pimm's à Private Company (un type de société) et a commencé à commercialiser Pimm's à grande échelle. Le Pimm's No. 1 original fut complété par le Pimm's No. 2 (avec du whisky) et le Pimm's No. 3 (avec du brandy), et fut rapidement connu dans tout le Royaume-Uni et au-delà dans l'Empire britannique. Horatio Davies décède en 1912, mais sa société continue à être contrôlée par héritage familial pendant 57 ans après sa mort. En particulier dans les années 1920, Pimm's a prospéré et a également connu un succès international, par exemple aux États-Unis et au Canada : David Embury mentionne les Pimm's No. 1, No. 2 et No. 3 dans l'édition 1958 de son ouvrage The Fine Art of Mixing Drinks, publié pour la première fois en 1948. Pour servir les tasses, un morceau de citron et un morceau d'écorce de concombre étaient placés dans un grand verre, rempli de glace, on ajoutait la liqueur désirée et on complétait avec du soda au citron (« mélange de soda au citron ou Tom Collins »). Après la Seconde Guerre mondiale, d'autres variétés ont été ajoutées aux Pimm's Cups, mais en 2015, seule la version avec vodka (No. 6) est proposée.
Lors du tournoi de Wimbledon, le Pimm's (No. 1) Cup est proposée depuis 1971 et est désormais consommé en grande quantité : en 2010, 230 000 portions ont été vendus pendant le tournoi. Le fabricant Diageo proposait à cet effet une préparation toute prête, dont la teneur en alcool de 5,6 % en volume était légèrement inférieure aux 6,5 % qui résulteraient arithmétiquement du rapport de mélange recommandé de 1:3 de liqueur (25 % vol) à la limonade. Une dilution supplémentaire, par exemple avec de l'eau fondue, a permis à certains Pimm's Cups testés d'avoir une teneur en alcool aussi faible que 2,5 % vol et un goût « de boisson gazeuse ».

## Préparation et variantes
En tant que highball typique, le Pimm's Cup se compose de deux ingrédients seulement : la liqueur Pimm's (aujourd'hui généralement Pimm's No. 1) et la limonade citronée (7 Up ou une limonade maison est généralement recommandée). On peut aussi remplir le verre avec du ginger ale (soda au gingembre) ; une variante que l'on trouve principalement en dehors de l'Angleterre, mais qui est parfois considéré comme moins « énergique ». La liqueur et la limonade sont généralement mélangées dans un rapport de 1:2 ou de 1:3, le rapport de mélange recommandé par le fabricant. Le cocktail est mélangé (c'est-à-dire techniquement « construit ») directement dans un verre highball en remplissant le verre de glaçons, en ajoutant la liqueur, la limonade et divers fruits et herbes de saison, et en remuant. Lesquelles varient selon la source, par exemple, « l'écorce de citron et de concombre » conviennent,, « concombre et pomme », « pelure de concombre ou bourrache, agrumes, baies, pommes, menthes » ; le fabricant Diageo mentionne « menthe, tranches d'orange, concombre, fraises ».